# فدائيو الإسلام
منظمة فدائيو الإسلام ((بالفارسية: فدائيان إسلام) هي منظمة سياسية إيرانية ظهرت في الأربعينيات من القرن العشرين. وقد ينسب انشاؤها الی مجتبى نواب صفوي. هدفت هذه المنظمة إلى إقامة دولة إسلامية عبر إستراتيجية رادیكالية، وكانت تؤمن بالعمل المسلح وخاصة الاغتيال السياسي، حيث كان من مبادئها «أن اغتيال الخونة ضد الدين والوطن لايعتبر جريمة».
فقام أعضاء المنظمة بتنفيذ عدد من الاغتيالات السياسية في الفترة الواقعة بين عامي 1946 وعام 1955. وهم اغتالوا عدد من رؤساء وزراء شاه إيران السابق، وهم عبد الحسين هجير، والجنرال رزم آرا الذي قد عارض حركة تأميم صناعة النفط في إيران، وحسين علا وحسن علي منصور.
وفي عام 1955 أُلقي القبض على نواب صفوي وثلاثة من قيادات المنظمة وتم تنفيذ حكم الإعدام بهم. ثم فی عام 1961 نشطت بقايا المنظمة من جدید ودعمت نضالات الخميني والثورة الإيرانية.

## المؤسس

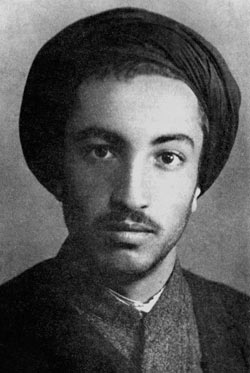
نواب صفوي

ولد مجتبی مير لوحي المعروف بمجتبی نواب صفوي سنة 1924 في عائلة مشهورة بتدينها ومقارعتها للسلطة البهلوية. كان والده سيد جواد ميرلوحي من اعلام التحرك الإسلامي ضد نظام رضا شاه وهو قتل في السجن تحت التعذيب.
عندما اكمل نواب صفوي دراسته الابتدائية دخل المدرسة الصناعية الألمانية وإلی جانب دارسته في الصناعة كان يلتقي العلوم الإسلامية في مدرسة مروي. ثم ذهب إلی النجف لاكمال دراسته الدينية فأتم هناك مرحلة السطوح وحضر دروس كبار العلماء. وبعد ثلاث سنوات حين وقعت بين يديه مؤلفات أحمد كسروي المعادية للإسلام، قرر الرجوع إلی إيران والوقوف في وجه النظام واعداء الإسلام. فعاد إلی إيران وفي عام 1946 أسس منظمة فدائيو الإسلام، المناوئة لحكم الشاه، والتي كانت تدعو إلى التحرّك والعمل على تطبيق الإسلام.
ألّف نواب صفوي في العام 1950 أفكاره ذات العلاقة بالحكومة والسياسة في كتاب حمل عنوان «المجتمع والحكومة الإسلامية». وقد عرض فيه برنامجاً إسلامياً للمؤسسات والوزارات المختلفة في الحكومة الدينية وحذّر فيه الشاه وأعوانه. وقد جاء في كتابه:«إلی أعداء وغاصبي الحكومة الإسلامية: الشاه والسائرين في ركابه، إذا لم تطبقوا الإسلام وقوانينه، فبعون الله سنحطمكم، وتشكل الحكومة الإسلامية الصالحة لتطبيق الإسلام في كل أنحاء البلاد».

## الأنشطة السياسية
منظمة فدائيو الإسلام كانت منظمة سياسية إيرانية ذات طابع عقائدي. وقد أسست بغرض المطالبة بتطبيق صارم للشريعة واغتيال أولئك الذين يعتقد أنهم مرتدون وأعداء للإسلام، حيث كانت تؤمن بأن القوة والإعداد هو السبيل الوحيد لإقامة الحكومة الإسلامية وتطهير الأرض المسلمة من الصهيونيين والمستعمرين.
وهي لعبت دوراً بارزاً في الصراع السياسي في إيران بعد الحرب العالمية الثانية. ونفذت بعض النشاطات المسلحة والاغتيالات بحق بعض مسؤولي النظام وشخصيات إيرانية. منهم:
- أحمد كسروي: سنة 1941م انتشرت في إيران ضمن ما انتشر من الأفكار الشيوعية والبهائية وغيرها، فكرة تسمى بالكسروية انتساباً إلى مبدعها رجل يدعى احمد كسروي، الذي سمى نفسه كسروي ليدعو الى إحياء القومية الفارسية وأمجاد كسرى بديلاً عن الإسلام. قام كسروي بتأليف عدة كتب هاجم فيها الإسلام ونكر الوحي وأهان النبي والإمام الصادق والإمام محمد بن الحسن واستهان بالثقافة الإسلامية.[بحاجة لمصدر] فعلی اثر ذلك أصدر بعض علماء الدين فتوى بإهدار دمه. لذلك ترك نواب صفوي الدراسة وتوجّه إلى إيران ليقوم بالدفاع عن الإسلام ضد تحريفات وأكاذيب هذا الرجل. فاتخذت جمعية فدائيو الإسلام العمل وقامت باغتياله عام 1945.
- عبد الحسين هجير: في 4 من تشرين الثاني من عام 1949 قتل حسين إمامي، من أعضاء فدائيو الإسلام، وزير البلاط عبد الحسين هجير بسبب تدخله في الانتخابات. وفي نتيجة تلك العملية أُلغيت الانتخابات واجريت الاخری واستطاع علی اثرها مرشحو الجبهة الوطنية وعلی رأسهم محمد مصدق وآية الله كاشاني دخول المجلس.[8]
- الجنرال رزم آرا: في 7 مارس 1951 اغتال أحد أعضاء فدائيو الإسلام رئيس الوزراء الجنرال رزم آرا بسبب سياسته البترولية الموالية للغرب ومعارضته لتاميم النفط الإيراني، في مسجد الشاه في طهران. وفي اليوم التالي صادق البرلمان الإيراني علي تاميم صناعة النفط.
- حسين علاء: في عام 1955 نفذ أحد أعضاء الجمعية، مظفر ذوالقدر، عملية لاغتيال رئيس الوزراء حسين علاء في مسجد الشاه بطهران. لكن العملية باءت بالفشل وغادر حسين علاء إيران إلی العراق وهو معصوب الرأس بسبب الجراح.
- حسن علي منصور: وكان الأخیر حسن علي منصور رئيس وزراء الشاه الذي أحيا معاهدة الامتيازات الأجنبية. فقتله أحد أعضاء فدائيو الإسلام واسمه صادق أماني.[6]

## بعد نواب صفوي
بعد المحاولة الفاشلة لاغتيال حسين علاء ألقت الحكومة القبض علی زعيم الحركة مجتبی نواب صفوي، ثم أعدمته مع خمسة آخرين من قادة المنظمة وهم خليل طهماسبي، مظفر ذو القدر وسيد محمد واحدي وسيد عبد الحسين واحدي وسيد حسن إمامي عام 1955.
ثم فی عام 1961 نشطت بقايا المنظمة من جدید ودعمت نضالات الخميني والثورة الإيرانية. لكن دورها لم يعد مهما وكبيرا. ثم انحسر نشاطها مرة اخری بعد انتفاضة 1963 ولم تجر إعادة بناء المنظمة الا بعد انتصار الثورة عام 1979، وقد أصبح زعيمها صادق خلخالي.